# Eurilla Conservation Park
Eurilla Conservation Park är en park i Australien. Den ligger i delstaten South Australia, omkring 12 kilometer sydost om delstatshuvudstaden Adelaide.
Runt Eurilla Conservation Park är det ganska tätbefolkat, med 56 invånare per kvadratkilometer.. Närmaste större samhälle är Adelaide, omkring 12 kilometer nordväst om Eurilla Conservation Park. 
I omgivningarna runt Eurilla Conservation Park växer i huvudsak blandskog. Genomsnittlig årsnederbörd är 729 millimeter. Den regnigaste månaden är juni, med i genomsnitt 133 mm nederbörd, och den torraste är december, med 21 mm nederbörd.